# RKVV Wilhelmina in het seizoen 1960/61
Het seizoen 1960/1961 was het zesde jaar in het bestaan van de Bossche betaaldvoetbalclub Wilhelmina. De club kwam uit in de Tweede divisie en eindigde daarin op de derde plaats. Na promotiewedstrijden tegen N.E.C. en RCH en een beslissingswedstrijd tegen EDO in Utrecht promoveerde de club naar de Eerste divisie. Tevens deed de club mee aan het toernooi om de KNVB beker, hierin werd de club in de groepsfase al uitgeschakeld.

## Wedstrijdstatistieken

### Tweede divisie
|       | Baronie | De Graafschap | Haarlem | Hilversum | LONGA | N.E.C. | Oldenzaal | PEC   | Rigtersbleek | Roda Sport | Tubantia | UVS   | De Valk | Velox | Zeist | Zwartemeer | Zwolsche Boys |
| ----- | ------- | ------------- | ------- | --------- | ----- | ------ | --------- | ----- | ------------ | ---------- | -------- | ----- | ------- | ----- | ----- | ---------- | ------------- |
| Thuis | 3 – 4   | 4 – 3         | 1 – 0   | 3 – 3     | 4 – 3 | 1 – 5  | 3 – 0     | 5 – 0 | 2 – 3        | 5 – 4      | 4 – 2    | 4 – 1 | 4 – 0   | 5 – 2 | 6 – 1 | 2 – 0      | 1 – 0         |
| Uit   | 1 – 0   | 2 – 2         | 6 – 0   | 0 – 0     | 1 – 4 | 2 – 2  | 2 – 2     | 1 – 0 | 0 – 1        | 3 – 0      | 0 – 3    | 1 – 2 | 1 – 1   | 2 – 5 | 0 – 1 | 4 – 2      | 3 – 0         |

#### Wedstrijd voor promotieplay-off
| Wedstrijd voor promotieplay-off                                                               | Wilhelmina                                         | 4 – 2 (1 – 0) | N.E.C.                         |
| 18 juni 1961 Plaats: Nijmegen Goffertstadion Toeschouwers: 16.000 Scheidsrechter: Wim Beltman | Nico Gloudemans 44', 51', 57' Wim van den Hurk 70' |               | 75' Cor Smulders 88' Cees Kick |

#### Promotiewedstrijden
| Wedstrijd 1                                                                                                 | Wilhelmina                                                  | 3 – 2 (1 – 0) | EDO                                        |
| 2 juli 1961 Plaats: 's-Hertogenbosch De Wolfsdonken Toeschouwers: 6.500 Scheidsrechter: Andries van Leeuwen | Wim van den Hurk 41' Theo Borsten 65' Jo Konings 88' (pen.) |               | 59' Ton Breeuwer 85' (pen.) Henk Leonhardt |
| Wedstrijd 2                                                                                                 | EDO                                                         | 3 – 1 (1 – 1) | Wilhelmina                                 |
| 9 juli 1961 Plaats: Haarlem Noordersportpark Toeschouwers: 6.500 Scheidsrechter: André La Croix             | Ferry Kock 12' Henk Belfroid 82' Hans Spiers 83'            |               | 36' Wim van den Hurk                       |
| Beslissingswedstrijd                                                                                        | Wilhelmina                                                  | 3 – 2 (1 – 1) | EDO                                        |
| 16 juli 1961 Plaats: Utrecht Galgenwaard Toeschouwers: 6.000 Scheidsrechter: Wim Beltman                    | Martin Kastelijn 14' Wim van den Hurk 66' Theo Borsten 77'  |               | 18' Ton Breeuwer 90' Ferry Kock            |

### KNVB beker
| Groepsfase                                                | Wilhelmina                                                                  | 5 – 0 (2 – 0) | LONGA                                                    |
| 14 augustus 1960 Plaats: 's-Hertogenbosch De Wolfsdonken  | Willy van den Hurk 12', 35', 54', –' Antoon Martens                         |               |                                                          |
| Groepsfase                                                | BVV                                                                         | 4 – 1 (2 – 1) | Wilhelmina                                               |
| 17 augustus 1960 Plaats: 's-Hertogenbosch De Vliert       | Fred Petterson 7', 31' Daan Netten 56' (pen.) Sepp Seemann 75'              |               | 34' Martin Kastelijn                                     |
| Groepsfase                                                | Wilhelmina                                                                  | 0 – 2 (0 – 0) | NOAD                                                     |
| 18 september 1960 Plaats: 's-Hertogenbosch De Wolfsdonken |                                                                             |               | 82' Frits Louer Theo Kraan                               |
| Groepsfase                                                | Willem II                                                                   | 5 – 3 (2 – 1) | Wilhelmina                                               |
| 12 februari 1961 Plaats: Tilburg Gemeentelijk Sportpark   | Georg Lambert 13' Willy Senders 42' Coy Koopal 49', 72' Piet Timmermans 79' |               | 6' Antoon Martens Theo Borsten 90' Frans van der Stappen |

## Statistieken Wilhelmina 1960/1961

### Eindstand Wilhelmina in de Nederlandse Tweede divisie 1960 / 1961
| Stand | Gespeeld | Gewonnen | Gelijk | Verloren | Punten | Doelpunten voor | Doelpunten tegen |
| ----- | -------- | -------- | ------ | -------- | ------ | --------------- | ---------------- |
| 3e    | 34       | 19       | 6      | 9        | 44     | 82              | 60               |

### Topscorers
| #      | Naam                 | Goal |
| ------ | -------------------- | ---- |
| 1.     | Martin Kastelijn     | 22   |
| 2.     | Theo Borsten         | 14   |
| 2.     | Nico Gloudemans      | 14   |
| 4.     | Willy van den Hurk   | 12   |
| 5.     | Frans van den Hoogen | 10   |
| 6.     | Jo Konings           | 3    |
| 7.     | Willy Giesbers       | 2    |
| 7.     | Antoon Martens       | 2    |
| 9.     | Mees                 | 1    |
| 9.     | Fred Mees            | 1    |
| 9.     | Wil Steigerwald      | 1    |
| Totaal | Totaal               | 82   |

| #      | Naam                  | Goal |
| ------ | --------------------- | ---- |
| 1.     | Willy van den Hurk    | 4    |
| 2.     | Antoon Martens        | 2    |
| 3.     | Theo Borsten          | 1    |
| 3.     | Martin Kastelijn      | 1    |
| 3.     | Frans van der Stappen | 1    |
| Totaal | Totaal                | 9    |

| #      | Naam             | Goal |
| ------ | ---------------- | ---- |
| 1.     | Nico Gloudemans  | 3    |
| 2.     | Wim van den Hurk | 1    |
| Totaal | Totaal           | 4    |

| #      | Naam             | Goal |
| ------ | ---------------- | ---- |
| 1.     | Wim van den Hurk | 3    |
| 2.     | Theo Borsten     | 2    |
| 3.     | Martin Kastelijn | 1    |
| 3.     | Jo Konings       | 1    |
| Totaal | Totaal           | 7    |

## Voetnoten
Baronie · De Graafschap · Haarlem · Hilversum · LONGA · N.E.C. · Oldenzaal · PEC · Rigtersbleek · Roda Sport · Tubantia · UVS · De Valk · Velox · Wilhelmina · Zeist · Zwartemeer · Zwolsche Boys